# Diocèse de San Nicolás de los Arroyos
Le diocèse de San Nicolás de los Arroyos (en latin : Dioecesis Sancti Nicolai de los Arroyos ; en espagnol : Diócesis de San Nicolás de los Arroyos) est un diocèse de l'Église catholique en Argentine, suffragant de l'archidiocèse de Rosario.

## Territoire
Il comprend dix arrondissements de la province de Buenos Aires : Arrecifes, Capitán Sarmiento, Colón, General Arenales, Pergamino, Ramallo, Rojas, Salto, San Nicolás et San Pedro ce qui correspond à un territoire d'une superficie de 14 500 km2 divisé en 61 paroisses.
Le siège épiscopal est dans la ville de San Nicolás de los Arroyos où se trouve la cathédrale Saint-Nicolas-de-Bari et le sanctuaire de Notre-Dame-du-Rosaire, un des lieux de pèlerinages les plus fréquentés d'Argentine. La chapelle des Filles de Notre-Dame du Jardin de Pergamino conserve le corps de la bienheureuse Marie Crescence Pérez.

## Historique
Le diocèse est érigé le 3 mars 1947 par la constitution apostolique Maxime quidem iuvat du pape Pie XII en prenant une partie des territoires de l'archidiocèse de La Plata et du diocèse de Mercedes (aujourd'hui archidiocèse de Mercedes-Luján).
Il cède une portion de son territoire le 11 février 1957 pour l'érection du diocèse de San Isidro.
Nommé suffragant de l'archidiocèse de Buenos Aires lors de sa création, il intègre la province ecclésiastique de l'archidiocèse de Rosario le 12 août 1963 par la constitution apostolique Summorum Pontificum du pape Paul VI.
Il cède une autre partie de son territoire le 27 mars 1976 pour l'établissement du diocèse de Zárate-Campana.

## Évêques
- Sede vacante (1947-1954)

- Silvino Martínez (23 octobre 1954 - 21 septembre 1959), nommé évêque de Rosario
- Francisco Juan Vénnera (21 septembre 1959 - 15 février 1966)
- Carlos Horacio Ponce de Léon (28 avril 1966 - 11 juillet 1977)
- Fortunato Antonio Rossi (11 novembre 1977 - 26 novembre 1983), nommé archevêque de Corrientes
- Domingo Salvador Castagna (28 août 1984 - 22 juin 1994), nommé archevêque de Corrientes
- Mario Luis Bautista Maulión (8 mai 1995 - 29 avril 2003), nommé archevêque de Paraná
- Héctor Sabatino Cardelli (21 février 2004 - 21 septembre 2016)
- Hugo Norberto Santiago, depuis le 21 septembre 2016